# Hjørring
Hjørring è un centro abitato della Danimarca situato nella regione dello Jutland Settentrionale e capoluogo dell'omonimo comune.
La cittadina, che ha 25 951 abitanti, è situata nell'entroterra della parte settentrionale dell'isola di Vendsyssel-Thy.

## Storia
Le origini della cittadina sono riconducibili all'alto medioevo, nel XII secolo era sede di zecca e sede vescovile, da documenti risulta che già nel 1243 aveva diritto di mercato.
Perse di importanza con la riforma quando la sede episcopale venne spostata ad Aalborg. Grazie alla sua posizione poco distante dalla costa riuscì a mantenere un buon livello di attività commerciali, guadagnò di ulteriore importanza nei primi del 1800 quando aumentarono le esportazioni verso l'Inghilterra.
Nei primi decenni del 1800 si trovò al crocevia della nuova rete stradale dell'area, ci fu un primo sviluppo industriale di cui beneficiò anche la vicina Løkken che divenne il porto di riferimento. Nel 1871 venne collegata alla ferrovia favorendo un nuovo sviluppo industriale che portò ad un notevole aumento demografico, durante il XIX secolo la popolazione decuplicò.
In particolare si sviluppò l'industria alimentare. In epoca attuale il principale datore di lavoro è l'ospedale cittadino con circa 1300 addetti.

## Monumenti e luoghi d'interesse
Nella cittadina si trovano il Vendsyssel Historiske Museum dedicato alla storia locale e il Vendsyssel Kunstmuseum con opere d'arte del XIX e XX secolo.
La chiesa barocca di Santa Caterina originariamente romanica fu più volte rimaneggiata, nel 1926 vi venne aggiunta una navata e spostato il coro. 
Nella chiesa di San Giovanni degli affreschi risalenti intorno al 1350 raffigurano San Cristoforo, l'altare è del XVII secolo. 
Dal 1982 vi si tiene la Dana Cup, uno dei più grandi tornei giovanili di calcio con circa 25.000 partecipanti.